# Royal Excel Mouscron
Royal Excel Mouscron – belgijski klub piłkarski, z siedzibą w mieście Mouscron.

## Historia
Chronologia nazw:
- 1921–1972: Racing Club de Péruwelz
- 1972–2010: Royal Racing Club de Péruwelz
- 2010–2016: Royal Mouscron-Péruwelz
- 2016–2022: Royal Excel Mouscron[1]

Klub został założony 10 lipca 1921 roku jako Racing Club de Péruwelz oraz zarejestrowany w Amatorskim Związku Piłki Nożnej pod numerem 216. Zespół występował w niższych ligach prowincjonalnej Zachodniej Flandrii. W 1936 roku po raz pierwszy zespół zdobył awans do Promotion (odpowiednik III ligi), ale po sezonie z powrócił do rozgrywek prowincjonalnych. W 1972 roku zmienił nazwę na Royal Racing Club de Péruwelz. W 2004 roku po raz drugi zespół startował w rozgrywkach narodowych (D4), a w 2006 zdobył awans do III dywizji.
Po tym jak w 2009 został rozwiązany Excelsior Mouscron, w mieście rozpoczęto negocjację o połączeniu z klubem z Péruwelz. 11 maja 2010 doszło do fuzji obu klubów. Nowy klub kontynuował tradycje i kolory klubu z Péruwelz, ale siedzibę przeniósł do Mouscron. Latem 2010 pod nazwą Royal Mouscron-Péruwelz startował w Promotion A (D4), a po zakończeniu debiutowego sezonu awansował do III dywizji, grupy A. W następnym 2012 roku zdobył awans do drugiej ligi. Po zakończeniu sezonu 2012/13 zespół zajął drugie miejsce w drugiej lidze, ale w barażach przegrał, dopiero w sezonie 2013/14 był czwartym, a potem w barażach zdobył awans do pierwszej ligi.

## Sukcesy

### Trofea międzynarodowe
Nie uczestniczył w rozgrywkach europejskich (stan na 31-05-2014).

### Trofea krajowe
| \| \| Zdobyte trofea w rozgrywkach Belgii (stan na: 31-05-2014) \| |                                                           |      |            |
| Rozgrywki                                                          | Osiągnięcie                                               | Razy | Sezon(y)   |
| Mistrzostwo                                                        | I miejsce                                                 | 0    |            |
| Mistrzostwo                                                        | II miejsce                                                | 0    |            |
| Mistrzostwo                                                        | III miejsce                                               | 0    |            |
| Puchar                                                             | zdobywca                                                  | 0    |            |
| Puchar                                                             | finalista                                                 | 0    |            |
| Puchar                                                             | 1/16 finału                                               | 2    | 2012, 2013 |
| II liga                                                            | I miejsce                                                 | 0    |            |
| II liga                                                            | II miejsce                                                | 1    | 2013       |
| II liga                                                            | III miejsce                                               | 0    |            |
| Belgia                                                             | Zdobyte trofea w rozgrywkach Belgii (stan na: 31-05-2014) |      |            |

## Stadion
Klub rozgrywa swoje mecze domowe na Stade Le Canonnier w Mouscronie, który może pomieścić 11,300 widzów (do 2010 na miejscowym stadionie w Péruwelz).

## Skład na sezon 2021/2022
Stan na 12 września 2021
| Nr | Poz. | Piłkarz                                             |
| -- | ---- | --------------------------------------------------- |
| 1  | BR   | Martin Delavalée                                    |
| 2  | OB   | Frédéric Duplus                                     |
| 3  | OB   | Jérémy Taravel                                      |
| 4  | OB   | El Hadji Gueye                                      |
| 6  | PO   | Calvin Dekuyper                                     |
| 7  | NA   | Clément Tainmont                                    |
| 8  | PO   | Jason Bourdouxhe                                    |
| 9  | NA   | Virgiliu Postolachi                                 |
| 11 | PO   | Dimitri Mohamed                                     |
| 16 | PO   | Noam Mayoka-Tika                                    |
| 17 | NA   | Babacar Dione                                       |
| 19 | NA   | Mathéo Vroman                                       |
| 20 | NA   | Lucas Ribeiro Costa (wypożyczony z Royal Charleroi) |
| 21 | BR   | Nick Gillekens                                      |
| 23 | PO   | Christophe Lepoint (kapitan)                        |
| 24 | OB   | Loris Henry                                         |

| Nr | Poz. | Piłkarz                                       |
| -- | ---- | --------------------------------------------- |
| 25 | PO   | Christophe Diandy                             |
| 26 | OB   | Manuel Angiulli                               |
| 32 | NA   | Olivier Myny                                  |
| 35 | PO   | Parfait Mandanda                              |
| 40 | OB   | William Simba                                 |
| 77 | OB   | Eric Junior Bocat                             |
|    | NA   | Teddy Chevalier                               |
|    | NA   | Harlem Gnohéré                                |
|    | PO   | Marko Bakić                                   |
|    | NA   | Beni Badibanga                                |
|    | PO   | Yan Bouché                                    |
|    | PO   | Joachim Carcela                               |
|    | OB   | Ismaël Sow (wypożyczony z Girondins Bordeaux) |
|    | NA   | Thomas Robert                                 |
|    | PO   | Adrien Giunta                                 |

### Piłkarze na wypożyczeniu
Stan na 12 września 2021
| Nr | Poz. | Piłkarz                                        |
| -- | ---- | ---------------------------------------------- |
| –  | NA   | Serge Tabekou (w Manisa FK do 30 czerwca 2022) |